# Wassermühle Lünzen
Koordinaten: 53° 6′ 33,1″ N, 9° 41′ 25,4″ O

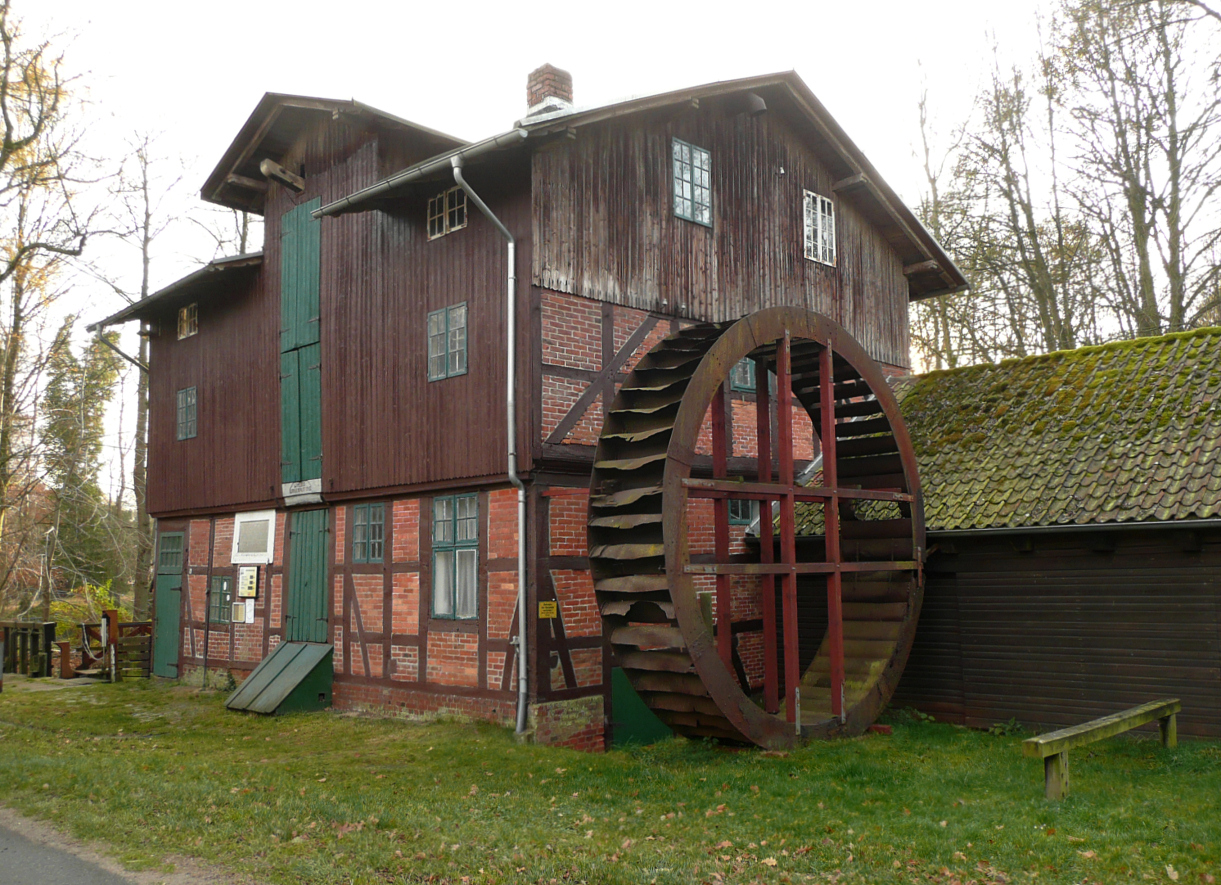
Wassermühle Lünzen, Ostseite

Die Wassermühle Lünzen, eine aus dem dreizehnten Jahrhundert stammende, denkmalgeschützte Wassermühle an der Veerse, im Schneverdinger Ortsteil Lünzen ist die wohl älteste Mühle im nördlichen Teil des Altkreises Soltau sein. Sie ist darüber hinaus die letzte Doppelrad-Wassermühle im gesamten norddeutschen Raum. Die Adresse ist An der Wassermühle 4. Es handelt sich um einen zweigeschossigen Fachwerkbau mit Ziegeln in den Ausfachungen.

## Geschichte
Für 1587 besteht der erste schriftliche Hinweis auf die Mühle durch das Rotenburger Geldregister. Die Mühle lag direkt an der Poststraße, so dass sie am 2. Januar 1695 unter den „Zoll- u. Wegegeldern im Amt Rotenburg“ auch als Hebestelle für kleine Zölle, die wegen der Lüneburger Grenze hier erhoben werden, aufgeführt wurde. Am 21. Januar 1706 berichtet der Amtsvogt in Schneverdingen von „einer großen Wasserflut, welche bei Lünzmühlen den Damm und die Brücke weggeschwemmt habe, so daß der Müller für lange Zeit nicht mahlen könnte“.
Der Müllermeister Johann Christopher Heino (1749–1807) erbaute im Jahre 1785 eine neue Mühle, einstöckig und in Eichenfachwerk mit Ziegelausfachung. Die Sandsteinplatte über der Tür trägt die Inschrift:
Ein Herz das in beglückten Tagen

O Vater Deiner nie vergißt

Ein Herz das unter Not und Plagen

Vor Dir still und demütig ist

Ein Herz voll Zuversicht zu Dir

Und voll Geduld verleihe mir

Johann Christoph Heino ––– Dorothea Marie Heino geb. Möhring 
Lünzmühlen den 5. April 1785
Im Jahre 1897 wurde seitlich ein Sägewerk angebaut und die Mühle dafür zur Doppelrad-Wassermühle ausgebaut. Das Mühlengebäude ist 1913 um ein Stockwerk erhöht worden, weil für die inzwischen entstandenen örtlichen Schweinemästereien große Mengen Getreide geschrotet werden mussten. Ein neues massives Grundwerk war 1908 gebaut worden. Eine eigene elektrische Lichtanlage hatte man 1905 eingerichtet. Im gleichen Jahr ging die Ölmühle wieder ein. Eine für zusätzliche Krafterzeugung 1909 aufgestellte Lokomobile wurde 1927 durch einen Dieselmotor ersetzt. Im April 1945, wenige Wochen vor Kriegsende, konnte die Sprengung der Mühlenbrücke in letzter Minute verhindert werden; sie hätte das Mühlengebäude stark beschädigt. 1948/49 wurde die Westseite der Mühle erneuert, ebenso der ehemalige Geschirrraum; dabei verdrängte der Elektromotor langsam die Transmission. Erst 1979, als die anderen Wasser- und Windmühlen dieses Gebietes ihren Mahlbetrieb längst eingestellt hatten, fand die letzte Eintragung im Mahlbuch der Wassermühle Lünzen statt.
Seit 1999 hat eine Restaurierung des Denkmals stattgefunden. Verschiedene Epochen von Mahlgeräten oder Förderanlagen sind vorhanden, ebenso die Anlagen, mit denen die Wassermühle 1905–1948 Strom erzeugt hat.
Die Wassermühle ist Teil 100 der Niedersächsischen Mühlenstraße. Sie ist sowohl von innen als auch von außen zu besichtigen.

## Denkmaleigenschaft
Die Wassermühle bildet mit dem angeschlossenen Sägewerk eine (denkmalgeschützte) Gruppe baulicher Anlagen nach § 3 Abs. 3 NDSchG. Das Mühlengebäude ist für sich allein allerdings auch Denkmal nach § 3 Abs. 2 NDSchG wegen seiner geschichtlichen und städtebaulichen Bedeutung.